# Эритрея на летних юношеских Олимпийских играх 2014
Эритрея на летних юношеских Олимпийских играх 2014, проходивших в китайском Нанкине с 16 по 28 августа, была представлена тремя спортсменами в двух видах спорта.

## Состав и результаты

### Лёгкая атлетика
Эритрею представлял один спортсмен.
Легенда: Q — финал А (медальный), qB — финал B (без медалей), qC — финал С (без медалей), qD — финал D (без медалей), qE — финал E (без медалей).

#### Девушки
| Спортсмен                      | Дисциплина  | Предварительный раунд | Предварительный раунд | Финал     | Финал |
| Спортсмен                      | Дисциплина  | Результат             | Место                 | Результат | Место |
| ------------------------------ | ----------- | --------------------- | --------------------- | --------- | ----- |
| Симрет Велденгхабр Гебрекестос | 3000 метров | 9:34,73               | 10 Q                  | 9:30,65   | 10    |

### Велоспорт
Тройственной комиссией Эритрее было предоставлено одно место для участия.

#### Командная гонка
| Спортсмены                                  | Дисциплина | Кросс-кантри элиминатор | Кросс-кантри элиминатор | Гонка на время | Гонка на время | Гонка на время | BMX   | BMX  | Велокросс | Велокросс | Велокросс | Гонка по шоссе  | Гонка по шоссе | Гонка по шоссе | Всего очков | Место |
| Спортсмены                                  | Дисциплина | Место                   | Очки                    | Время          | Место          | Очки           | Место | Очки | Время     | Место     | Очки      | Время           | Место          | Очки           | Всего очков | Место |
| ------------------------------------------- | ---------- | ----------------------- | ----------------------- | -------------- | -------------- | -------------- | ----- | ---- | --------- | --------- | --------- | --------------- | -------------- | -------------- | ----------- | ----- |
| Абрахам Мехари Текл Абель Тевелдемедн Кайфл | Юноши      | DNS                     | 0                       | 5:35.29        | 26             | 0              | DNS   | 0    | DNS       | DNS       | 0         | 1:37,42 1:43,55 | 35 49          | 0              | 0           | 31    |